# ریزموش کاکادو
ریزموش کاکادو (نام علمی: Sminthopsis bindi) نام یک گونه از سرده ریزموش‌ها است.